# Epidendrum rojasii
Epidendrum rojasii är en orkidéart som beskrevs av Célestin Alfred Cogniaux. Epidendrum rojasii ingår i släktet Epidendrum och familjen orkidéer.
Artens utbredningsområde är Paraguay. Inga underarter finns listade i Catalogue of Life.